# Алкохол
 Тази статия е за групата химични съединения.  За групата напитки вижте Алкохолна напитка.  За съдържащия се в тях вид алкохол вижте Етанол.
Алкохолите (от арабски: الكحل, ал-кохл, „кухл“) са органични химични съединения, съдържащи една или повече хидроксилни групи (-OH), свързани с атом на въглерода, който от своя страна обикновено е свързан с други въглеродни или водородни атоми. Могат да се разглеждат като получени от въглеводороди, при които един или повече водородни атоми са заместени с хидроксилна група.
Към алкохолите се причисляват широк кръг съединения, сред които особено място заемат простите едновалентни алифатни алкохоли с обща формула CnH2n+1OH. В тази група алкохолите с n от 1 до 4 са течности с приятна миризма, от 4 до 11 – течности с неприятна гранлива миризма, а над 12 – твърди вещества без мирис. Съединението с n = 2 е етанолът, който има депресантно психоактивно действие върху хората и се съдържа в алкохолните напитки. Поради широкото му разпространение в ежедневието, в разговорния език обикновено под алкохол се разбира именно етанол.

## Исторически сведения
Първият открит и употребяван от човека алкохол е етанолът. В природата етанол и други алкохоли се получават по естествен път в процеса на ферментацията на захарите, които се съдържат в плодовете, под въздействието на различни видове дрожди, най-често от род Saccharomyces. При концентрация на алкохол в субстрата над 15% дрождите започват да умират и поради тази причина е невъзможно да се получи по естествен път алкохол с концентрация над 17%.
Арабското название „ал-кохл“ в превод означава „дух на виното“. Латинският превод на това название – „Spiritus vini“ се пренася в Европа през Средновековието и остава като синоним на етанола в медицинската номенклатура.
Етимологията на названието „алкохол“ е свързана с първия метод за получаване на концентриран природен алкохол – дестилацията на вино. Развитието на познатите днес инсталации, състоящи се от съд за дестилация и хладник (колектор) започва през VIII – IX век от персийски и арабски химици. Конструкцията на алкохолния дестилатор, наречен по-късно „аламбик“, е описана за пръв път от Хабир Ибн Хаям (721 – 815). През Средновековието името му в Европа се изписва с латински букви като „Гебер“. Първоначално процесът на дестилация се пазел в дълбока тайна. Алхимикът Алберт Велики го описва подробно през XIII век.

## Номенклатура
В системата за наименования на IUPAC имената на алкохолите се образуват, като към името на съответния алкан се добави наставката -ол, например метан/метанол. При поливалентните алкохоли, в които присъства повече от една хидроксилна група, преди това се добавя наставка, означаваща броя на тези групи, например пропантриол за тривалентния алкохол на пропана.
- Алканът метан (CH4) е образуван въглероден атом, свързан с 4 водородни атома
- Алкохолът метанол (CH3OH) е подобен на метана, но един от водородните атоми е заменен с хидроксилна група
- Алкохолът пропантриол (C3H5(OH)3) съдържа три хидроксилни групи

Когато това е необходимо, положението на хидроксилните групи се означава с едно или повече числа, разположени преди наставките и оградени с тирета. Числата обозначават мястото във веригата на въглеродния атом, с който е свързана хидроксилната група, например пропан-1-ол за CH3CH2CH2OH и пропан-2-ол за CH3CH(OH)CH3. При поливалентните алкохоли числата, съответстващи на отделните хидроксилни групи се отделят със запетаи, например пропан-1,2,3-триол. Понякога числата се изписват преди основното име – 1-пропанол, 2-пропанол, вместо пропан-1-ол, пропан-2-ол.
- При пропил-1-ола хидроксилната група е свързана с първия въглероден атом във веригата
- При пропил-2-ола хидроксилната група е свързана с втория въглероден атом във веригата

За обозначаване на вторичните и третичните алкохоли (вижте раздела Класификация) могат да се използват представките сек- и терт-, отделени с тире и изписвани в курсив, например сек-пропанол или терт-бутанол.
Наставката -ол се използва само при съединенията, в които хидроксилната група има най-висок приоритет. При наличие на друга група с по-висок приоритет (например, при алдехид, кетон или карбоксилна киселина), присъствието на хидроксилна група се отразява с представката хидрокси-, например 1-хидрокси-2-пропанон (CH3COCH2OH).
Номенклатурата на IUPAC се използва в научни публикации и други подобни случаи, в които се изисква прецизно идентифициране на съединенията. В по-неформален контекст алкохолите често се обозначават само с прилагателно, базирано на името на съответната алкилна група, например метилов алкохол или етилов алкохол. За по-разпространените алкохоли има и разговорни имена, които не са свързани с научната номенклатура. В разговорния език „спирт“ се употребява взаимозаменяемо с „алкохол“.
| Химическа формула | Систематично наименование             | Разговорно наименование |
| ----------------- | ------------------------------------- | ----------------------- |
| CH3OH             | Метанол                               | Дървесен спирт          |
| C2H5OH            | Етанол                                | Зърнен спирт            |
| C2H4(OH)2         | Етан-1,2-диол                         | Етиленгликол            |
| C3H5(OH)3         | Пропан-1,2,3-триол                    | Глицерин                |
| C4H6(OH)4         | Бутан-1,2,3,4-тетраол                 | Еритритол               |
| C5H7(OH)5         | Пентан-1,2,3,4,5-пентол               | Ксилитол                |
| C6H8(OH)6         | Хексан-1,2,3,4,5,6-хексол             | Сорбитол                |
| C3H5OH            | Проп-2-ен-1-ол                        | Алилов спирт            |
| C10H17OH          | 3,7-диметилокта-2,6-диен-1-ол         | Гераниол                |
| C3H3OH            | Проп-2-ин-1-ол                        | Пропаргилов алкохол     |
| C6H6(OH)6         | Циклохексан-1,2,3,4,5,6-хексол        | Инозитол                |
| C10H19OH          | 2-(2-пропил)-5-метил-циклохексан-1-ол | Ментол                  |

## Класификация
В зависимост от броя на въглеродните атоми, свързани с въглеродния атом, към който е прикрепена хидроксилната група, алкохолите се разделят на първични, вторични и третични. Първичните алкохоли имат обща формула RCH2OH, вторичните – RR'CHOH, а третичните – RR'R"COH, където R, R' и R" са алкилни групи. При окисление на първичните алхохоли се получават алдехиди, а при окисление на вторичните алкохоли се получават кетони.
- Етанолът (C2H5OH) е първичен алкохол
- Циклохексанолът (C6H11OH) е вторичен алкохол
- 2-метил-2-пропанолът (C4H9OH) е третичен алкохол

Алкохолите с една хидроксилна група се наричат моновалентни, с две или повече – двувалентни, тривалентни, поливалентни. Примери за моновалентни (едновалентни) алкохоли са метанол, етанол, пропанол, бутан-1-ол. Двувалентен алкохол е етан-1,2-диолът (етиленгликол), а тривалентен – пропан-1,2,3-триолът (глицерин).
- Бутан-1-олът (C4H9OH) е едновалентен алкохол
- Етан-1,2-диолът (C2H5(OH)2) е двувалентен алкохол
- Пропан-1,2,3-триолът (C3H5(OH)3) е тривалентен алкохол
- Хексан-1,2,3,4,5,6-хексолът (C6H8(OH)6) е шествалентен алкохол

Както и останалите органични съединения, алкохолите се разделят на ароматни и алифатни, в зависимост от вида на въглеводородния остатък. При ароматните алкохоли присъстват устойчиви ароматни пръстени, а при алифатните – не.
- Гераниолът (C10H17OH) е алифатен алкохол
- Фенолът (C6H5OH) е ароматен алкохол

## Свойства

### Строеж и особености на химичната връзка
Алкохолите имат молекули, които в геометрично отношение са подобни на молекулата на водата. Ъгълът R−O−H в молекулата на метанола е равен на 109°. Кислородът от хидроксилната група се намира в състояние на sp3 хибридизация:
| Геометрия на връзката C-O-H в молекулата на метанола | Пространствен строеж на метанола – най-простия спирт |

При сравнението им с физичните свойства на сродни съединения, алкохолите имат значително по-високи температури на топене и на кипене, отколкото би могло да се предполага и в това отношение са подобни на водата. Така например, в реда на монозаместените производни на метана, метанолът има необичайно висока температура на кипене въпреки относително неголямата си моларна маса (вж. таблица 2.):
|                           | Метан CH4 | Метанол CH3OH | Хлорметан CH3Cl | Нитрометан CH3NO2 | Бромметан CH3Br |
| ------------------------- | --------- | ------------- | --------------- | ----------------- | --------------- |
| Моларна маса, г/мол       | 16,04     | 32,05         | 50,50           | 61,04             | 94,94           |
| Температура на кипене, °C | −161,6    | 64,7          | −24,2           | 25,0              | 3,6             |

Този феномен се обяснява с наличието на водородна връзка.
Енергията, необходима за разкъсване на водородната връзка, е значително по-малка от тази на обикновената химична връзка, но въпреки това тя съществено влияе върху физическите свойства на алкохолите.
| Енергия на връзката, кДж/мол |            |            |            |
| Водородна връзка             | Връзка С—H | Връзка С—O | Връзка O—H |
| 16,7                         | 391,7      | 383,5      | 428,8      |

Поради наличието на две полярни връзки C−O и O−H молекулите на алкохолите притежават електрически диполен момент (напр. за алканолите той е 5,3 – 6,0 × 10−30 C.m. Електростатичните заряди в молекулата на метанола са както следва: атомът на въглерода има заряд от 0,297 e; атомът на водорода от хидроксилната група 0,431 e; атомът на кислорода – 0,728 e. Същевременно, йонизационната енергия на алкохолите е по-ниска, отколкото при водата, което се обяснява с ефекта на донорство на алкилната група:
- Вода: 12,61 eV;
- Метилов спирт: 10,88 eV;
- Етилов спирт: 10,47 eV;
- Изопропилов спирт: 10,12 eV;
- Алилов спирт: 9,67 eV.

Следва да се отбележи, че влиянието на хидроксилната група е особено голямо при съединенията с къса въглеводородна верига. Така например, метанолът и етанолът се смесват неограничено с вода и имат доста високи плътности и температури на кипене за молекулната си маса, докато в същото време висшите алкохоли са хидрофобни и малко се различават в свойствата си от съответните въглеводороди (вж. Таблица 4.).
|                            | Октан C8H18 | Октанол C8H17OH | Декан C10H22 | Деканол C10H21OH | Додекан C12H26 | Додеканол C12H25OH |
| -------------------------- | ----------- | --------------- | ------------ | ---------------- | -------------- | ------------------ |
| Моларна маса, г/мол        | 114,23      | 130,23          | 142,28       | 158,28           | 170,33         | 186,33             |
| Температура на кипене, °C  | 125,7       | 195,1           | 174,1        | 231,0            | 216,3          | 263,5              |
| Плътност при 20 °C, кг/м3. | 702,5       | 822,7           | 730,0        | 826,0            | 748,7          | 830,9              |

### Дисоциация и киселинно-основни свойства
Алкохолите имат способност да проявяват свойство и на киселини, и на основи.

#### Киселинни свойства
Като слаби киселини, алкохолите дисоциират по връзката O−H с образуването на алкоксиден йон:
{\displaystyle {\mathsf {R\!\!-\!\!OH+H_{2}O}}\rightleftarrows {\mathsf {R\!\!-\!\!O^{-}+H_{3}O^{+}}}}
Киселинните характеристики на алкохолите се оценяват по константата за киселинност {\displaystyle K_{\mathrm {a} }}:
| {\displaystyle K_{\mathrm {a} }={\frac {[{\mathsf {R\!\!-\!\!O^{-}}}]\cdot [{\mathsf {H_{3}O^{+}}}]}{[{\mathsf {R\!\!-\!\!OH}}]}};} |  | {\displaystyle \ \mathrm {p} K_{\mathrm {a} }=-\log K_{\mathrm {a} }.} |

Във воден разтвор киселинните свойства на алкохолите намаляват с увеличаването на моларната маса и разклонеността на въглеродната верига:
CH3OH > CH3CH2OH > CH3CH2CH2OH > (CH3)2CHOH > (CH3)3COH
В газообразна фаза се наблюдава обратният ефект (това е свързано с образуването на междумолекулна водородна връзка в разтвор и кондензирано състояние):
CH3OH < CH3CH2OH < CH3CH2CH2OH < (CH3)2CHOH < (CH3)3COH
За оценка на киселинността в газова фаза се използва енергията на дисоциация {\displaystyle \Delta G_{\mathrm {a} }}.
В таблица 5. са приведени стойностите на {\displaystyle \mathrm {p} K_{\mathrm {a} }} и {\displaystyle \Delta G_{\mathrm {a} }} при 25 °C за някои алкохоли и сравнителни данни за други съединения.
|                                                             | FCH2COOH | CH3COOH | CH3OH  | H2O   | C2H5OH | (CH3)2CHOH | (CH3)3COH | C6H5CH3 |
| ----------------------------------------------------------- | -------- | ------- | ------ | ----- | ------ | ---------- | --------- | ------- |
| Воден разтвор, {\displaystyle \mathrm {p} K_{\mathrm {a} }} | 2,59     | 4,76    | 15,49  | 15,74 | 15,90  | 17,17      | 19,29     | 42      |
| {\displaystyle \Delta G_{\mathrm {a} }}, кДж/мол            | 1383,4   | 1428,6  | 1560,1 | 352,5 | 1547,1 | 1538,7     | 1535,4    | 1558,8  |

Важен фактор, влияещ върху киселинността на алкохолите, е т.нар. индукционен ефект на заместителя. Заместители, които са акцептори на електрон (NO2−, CN−, F−, Cl−, Br−, I−, CH3O−) увеличават киселинността (намаляват {\displaystyle \mathrm {p} K_{\mathrm {a} }}). В този случай се казва, че те оказват — I ефект (отрицателен индуктивен ефект). Заместители, които са донори на електрон (алкилни заместители, COO−) намаляват киселинността на алкохолите (увеличиват {\displaystyle \mathrm {p} K_{\mathrm {a} }}) и в този случай се казва, че те оказват + I ефект (положителен индуктивен ефект).
Така например, {\displaystyle \mathrm {p} K_{\mathrm {a} }} на 2,2,2-трифлуоретанола има стойност 12,43 (срещу 15,9 при етанола), а при нонафлуор-трет-бутанола той е 5,4 (срещу 17,7 при трет-бутанола)

#### Основни свойства
Алкохолите могат да имат и поведение на слаби основи на Люис, образувайки със силни минерални киселини соли, а така също донорно-акцепторн комплекси с киселини на Люис.
{\displaystyle {\mathsf {R\!\!-\!\!OH+HX}}\rightleftarrows {\mathsf {R\!\!-\!\!OH_{2}^{+}+X^{-}}}}
{\displaystyle {\mathsf {R\!\!-\!\!OH+AlCl_{3}}}\rightleftarrows {\mathsf {R\!\!-\!\!OH^{+}AlCl_{3}^{-}}}}
Обикновено подобни реакции не спират на указания стадий, а водят до реакции на нуклеофилно заместване на хидроксилната група или отделяне на вода.
Като основи алкохолите са доста слаби и относителната им основност, за разлика от киселинността, се запазва както в разтвор, така и в газова фаза
CH3OH < CH3CH2OH < CH3CH2CH2OH < (CH3)2CHOH < (CH3)3COH
Основността на алкохолите се оценява по константата за основност {\displaystyle \mathrm {p} K_{\mathrm {BH+} }}:
{\displaystyle {\mathsf {R\!\!-\!\!OH_{2}^{+}}}\rightleftarrows {\mathsf {R\!\!-\!\!OH+H^{+}}}}
| {\displaystyle K_{\mathrm {BH+} }={\frac {[{\mathsf {R\!\!-\!\!OH}}]\cdot [{\mathsf {H^{+}}}]}{[{\mathsf {R\!\!-\!\!OH_{2}^{+}}}]}};} |  | {\displaystyle \mathrm {p} K_{\mathrm {BH+} }=-\log K\!\mathrm {BH+} } |

В таблица 6 са приведени стойностите на {\displaystyle \mathrm {p} K_{\mathrm {BH+} }} при 25 °C за вода и някои алкохоли:[стр. 19].
|                                                               | H2O   | CH3OH | C2H5OH | C3H7OH | (CH3)2CHOH | (CH3)3COH | CF3CH2OH |
| ------------------------------------------------------------- | ----- | ----- | ------ | ------ | ---------- | --------- | -------- |
| Воден разтвор, {\displaystyle \mathrm {p} K_{\mathrm {BH+} }} | −3,43 | −2,18 | −1,94  | −1,90  | −1,73      | −1,43     | −4,35    |

## Биохимия
Алкохолната ферментация е сложен биохимичен процес, предизвикан от специфични организми, при който монозахаридите се превръщат в етилов алкохол и CO2. При този процес се образуват в малки количества и някои други продукти и се отделя топлина.

## Токсичност
Етанолът под формата на различни алкохолни напитки се консумира от хората от праисторически времена. Консумацията на големи количества етанол води до състояние на опиянение (което на практика представлява отравяне с алкохол), а след по-дълго време до махмурлук. В зависимост от дозата и честотата на консумация етанолът може да причини различни здравословни проблеми и дори смърт.
По-краткотрайните ефекти върху човешкото тяло са разнообразни. Тъй като клетъчната мембрана е много пропусклива спрямо алкохола, чрез постъпването си в кръвта той се разнася практически до всички тъкани. Обикновено съдържанието на алкохол в кръвта е критерий за степента на опиянение и концентрация, надвишаваща 0,40% в кръвта, се счита за смъртоносна.

## Синтез и производство
В промишлеността алкохолите се произвеждат по няколко начина:
- Чрез ферментация
- Чрез директна хидратация на етилен или други алкени

Етанолът за производство на алкохолни напитки, както и преобладаващата част от етанола за гориво се произвеждат чрез ферментация. Когато определен вид дрожди (например Saccharomyces cerevisiae) преработват полизахариди те произвеждат етанол и въглероден диоксид. Химичните реакции, които протичат, са следните:
C6H12O6 → 2 CH3CH2OH + 2 CO2
C12H22O11 → 4 CH3CH2OH + 4 CO2

## Приложение
Алкохолите се използват като алкохолни напитки (само етанол), като гориво и в много научни, медицински и промишлени приложения. Етанолът под различни форми на алкохолни напитки се консумира от хората от древни времена. Алкохол в разговорния български е обобщаващо понятие за алкохолни напитки, а под съдържание на алкохол се разбира съдържанието на етанол.
Някои алкохоли от първите четири алифатни съединения, предимно етанол и метанол, могат да се използват като алкохолно гориво. Те се отличават с това, че могат да се синтезират и характеристиките им позволяват да бъдат използвани в съвременните двигатели. Отличават се с високо октаново число и това води до по-голяма ефективност на изгаряне. Също с приложение при автомобилите е антифризът – 50% разтвор на етиленгликол във вода.
В промишлеността и науката алкохолите намират приложение като реагенти (реактиви) и разтворители. Алифатните алкохоли се използват в промишлеността като разтворители на лакове, бои, мастила. Дву- и тривалентните се използват при производството на пластмаси. Поради ниската си токсичност и способността да разтваря неполярни вещества етанолът се използва като разтворител при изготвянето на лекарства, парфюми и растителни есенции като ванилия. При органичния синтез алкохолите служат за посредници.
Етанолът се използва като средство за дезинфекция. В практиката намират приложение 70% етилов алкохол, 60% изопропилов алкохол и 50 – 60% n-пропилов алкохол предимно за дезинфекция на ръце. Сапуните с етанол стават все по-популярни и при използването им не се налага сушене тъй като те се изпаряват бързо.

## Таблици
1. ↑  Систематични и разговорни наименования на някои алкохоли.
2. ↑  Зависимост на температурата на кипене на някои монозаместени производни на метана от молекулната маса.
3. ↑  Енергия на връзката в метанола.
4. ↑  Сравнение на температурите на кипене и плътностите на някои висши алкани и съответните алканоли.
5. ↑  Стойности на константите за киселинност и енергиите на дисоциация на някои хидроксилни съединения.
6. ↑  Стойности на константата за основност на някои алкохоли и водата.